# 田制佐重
田制佐重（たせい すけしげ、1886年11月25日ー1954年10月30日）は、日本の教育社会学者。

## 人物・来歴
山形県置賜郡添川村（現・飯豊町添川）生まれ。山形県立米沢中学校卒、1907年早稲田大学文学部文学科卒。新潟県立高田中学校教諭、1913年に退職して上京、大日本文明協会で翻訳の仕事をする。1915年大日本文明協会編集部員。1946年早大文学部講師。のち教育学部講師を兼ねる。

## 著書
- 『ゲーリ学校の実際』弘道館, 1921
- 『学校教育の社会化 輓近思潮』文教書院, 1921
- 『理想に生ける大教育家の生活』文教書院, 1922
- 『ハーベー先生 小学校を中心とする理想的農村の建設者』文教書院, 1926.2
- 『社会思想読本』文教書院, 1927
- 『哲学思想読本』文教書院, 1927
- 『教育社会学の思潮』甲子社書房, 1928
- 『科学者を通して科学の精神を語る The spirit of science』文教書院, 1931
- 『教育社会学講話』文教書院, 1931
- 『新興教育運動の展望』日東書院, 1931
- 『教育的社会学』教育倫理講座 [第2] 甲子社書房, 1932
- 『教育的偉人と其の事業』教育倫理講座 [第4] 甲子社書房, 1932
- 『フアシズムと教育 厳正批判』南光社, 1932
- 『青年期少女の生理・心理・教育』友生書院, 1932
- 『日本精神思想概説』文教書院, 1933
- 『日本教育史潮概説』文教書院, 1935
- 『スペンサー』(春秋文庫 春秋社, 1936
- 『山鹿素行』(春秋文庫 春秋社, 1936
- 『女子青年期の心理と教育』啓文社, 1937
- 『科学思想読本 趣味の理科教材』文教書院, 1937
- 『趣味の日本科学史』啓文社, 1938
- 『解義国体の本義講話資料』啓文社, 1939
- 『趣味の科学物語』啓文社, 1939
- 『物語日本科学史』啓文社, 1940
- 『日本科学史夜話』日新書院, 1941  啓文社, 1942
- 『青春期少女の心理探究』紀文書院, 1947
- 『青春期の女性』文徳社, 1952
- 『教育社会学概論』文徳社, 1952
- 『七十人の映像 先哲のこころ』文徳社, 1952

### 編著
- 『義務教育問題』編. 隆文館, 1922

### 翻訳
- エフ・エス・シー・シラー『プラグマテイズム』(現代哲学 早稲田大学出版部, 1916
- アーヴィング・キング『教育と社会』大日本文明協会事務所, 1916
- アリオッタ『現代哲学の批判』大日本文明協会事務所, 1917
- ゲオルク・フリードリヒ・ニコライ『生物学的戦争観』大日本文明協会事務所, 1919
- リチャード・グレゴリー『科学の精神と其効用』大日本文明協会事務所, 1920
- ハーンショー『岐路に立つデモクラシー』大日本文明協会事務所, 1920
- ジョン・デューイ『教育教授の改造』弘道館, 1920
- ジョセフ・キンモント・ハート『教育上の自由思想』隆文館, 1920
- アール・マツクアイバー『世界の変遷と労働』大日本文明協会事務所, 1921
- フランク・トラシー・カールトン『教育と産業の進化』大日本文明協会事務所, 1921
- ベンジャミン・キッド『社会遺伝』大日本文明協会事務所, 1922
- パウル・ナトルプ「哲学と教育」デューイ「学校と社会」(新訳世界教育名著叢書 文教書院, 1925
- 『教育学説選集』(新訳世界教育名著叢書 ;編. 文教書院, 1925
- ペスタロッチ『ゲルトルードは如何に其の子を教ふるか 隠者の夕暮 摘録 リーンハルドとゲルトルード 梗概 (新訳世界教育名著叢書 文教書院, 1925
- プラトン「理想国」 (新訳世界教育名著叢書 文教書院, 1925
- ルソー『自然の子エミール』 (新訳世界教育名著叢書 文教書院, 1925
- フリードリヒ・フレーベル『人間の教育 附・幼稚園の教育』 (新訳世界教育名著叢書 文教書院, 1925
- ザルツマン『蟹の小本 我子の悪徳 コンラード・キーフェル 我子の美徳 蟻の小本 教育者の教師 (新訳世界教育名著叢書 文教書院, 1925
- デューイ「民主主義と教育」世界大思想全集 第49巻 春秋社, 1927
- 『文芸家教育論集』(新訳世界教育名著叢書  編. 文教書院, 1927
- ベンサム『功利論』世界大思想全集 第24巻 春秋社, 1928
- ジョン・デューイ『新教育思潮による学校経営の原理及実際』開発社, 1929
- ザルツマン『我が子の悪徳 完訳』文教書院, 1931
- ザルツマン『我が子の美徳 完譯』文教書院, 1935